# Friedrich Wilhelm Kleukens
Friedrich Wilhelm Kleukens (Achim bij Bremen, 7 mei 1878  –  Nürtingen, 22 augustus 1956) was een Duitse graficus en typograaf. Hij studeerde aan de Kunstgewerbeschule in Berlijn onder Emil Doepler. Hij was een broer van de drukker en typograaf Christian Heinrich Kleukens (1880-1954). 
Hij was met Fritz Helmuth Ehmcke in het decennium voor de Eerste Wereldoorlog, vertegenwoordiger van de Nieuwe Kunst en met hem en Georg Belwe richtte hij in 1900 de Steglitzer Werkstatt op. Kleukens was ook lid van de Darmstädter Künstlerkolonie. Van 1907 tot 1914 was hij artistiek directeur van de Ernst-Ludwig-Presse en ontwierp voor deze drukkerij bijna alle lettertypes, initialen en illustraties. Ook maakte hij illustraties voor het Insel Verlag. Onder het pseudoniem Efwe Ornikleios heeft hij erotische illustraties geproduceerd.

## Werk van Kleukens
- Ernst Ludwig Presse / [von F. W. Kleukens und C. H. Kleukens gedr. und hrsg.]. Darmstadt : Kleukens
- Das Buch Esther (übers. von Martin Luther. Titelbilder und Initialen von F. W. Kleukens und C. H. Kleukens). Frankfurt, Main: Insel, 1983 (Insel-Bücherei ; 1019) (Text und Typographie der Ausg. der Ernst Ludwig Presse, Darmstadt, 1908 im Insel-Verlag, Leipzig)
- Ratio-Latein, halbfette Ratio-Latein, kursive Ratio-Latein / gezeichnet von F. W. Kleukens. Frankfurt a.M. [u.a.]: Schriftgiesserei D. Stempel, 1920
- Die Flohhatz / Johann Fischart. [Handkol. Bilder von F. W. Kleukens]. Darmstadt: Ratio Presse, 1922
- ABC, ABC. Oldenburg i.O.: Stalling, c 1925. (Nürnberger Bilderbücher)
- Das Wettlaufen zwischen dem Hasen und Swinegel. Oldenburg: Stalling, 1926. (Nürnberger Bilderbücher ; 45)
- Die Historie von Reineke dem Fuchs : nach dem niederdeutschen Epos von 1498 / neuerzählt von Will Vesper. [Einbandzeichn. und Zeichn. der farb. Vollbilder von F. W. Kleukens]. Oldenburg i.O.: Stalling, 1928

Onder het pseudoniem (Efwe) Ornikleios:
- Äolsharfen, Bilder-Lexikon vol. IV: p. 712
- Priapus's grove portfolio; 1921; etchings; Weiermair 1995: pp. 104-107

- Gemeinsame Normdatei: 116227117
- International Standard Name Identifier: 0000 0000 6675 6928
- Library of Congress Control Number: n2015032495
- Nationale Bibliotheek van Tsjechië: xx0180097
- Nationale Bibliotheek van Israël: 987007499280405171
- Nederlandse Thesaurus van Auteursnamen: 317151169
- RKD-Nederlands Instituut voor Kunstgeschiedenis: 44768
- Union List of Artist Names: 500104170
- Virtual International Authority File: 22887798
- WorldCat: E39PBJc3MpffDrwhdm9YXFdhHC